# Озолин, Константин Иванович
Константин Иванович Озолин (1893, Либава Курляндской губернии — 1 августа 1938, Москва) — советский военный деятель, кавалер двух Орденов Красного Знамени (1920, 1930), бригадный комиссар (1935).

## Биография
Родился в 1893 году в городе Либава в семье портового грузчика. Будучи ребенком, стал работать учеником в переплетной мастерской, а затем — подмастерьем на мельнице. С 1913 года — заведующий мельницей. Вступил в Латвийскую социал-демократическую рабочую партию, за что в 1915 году был арестован. Находился в Тукумской, Митавской, Бутырской и Витебской тюрьмах. В 1916 году из-под следствия освобождён и направлен в батальон латышских стрелков. От службы уклонился и переехал в Нижний Новгород, где был вновь призван в армию. Служил специалистом нестроевой команды в городе Смоленск. В том же году был отправлен на Юго-Западный фронт. Служил канониром во 2-м тяжёлом артиллерийском дивизионе. С июля 1917 года — командир взвода 2-го тяжёлого артиллерийского дивизиона. Был председателем дивизионного комитета. Один из участников установления советской власти в Смоленске, благодаря ему власть в Смоленске перешла от правительства меньшевиков к большевикам.

### Гражданская война
С началом Гражданской войны в 1918 году пошёл на службу в Рабоче-крестьянскую Красную Армию. Командовал колонной красных латышских стрелков, затем Коммунистическим отрядом особого назначения. В конце 1918 назначен военным комиссаром 2-й отдельной кавалерийской бригады 9-й армии. С октября 1919 по январь 1920 и с апреля 1920 по июль 1920 — военный комиссар 11-й кавалерийской дивизии. На этой должности отличился в бою под Мало-Занадесским, за что был удостоен своего первого ордена Красного Знамени. Семён Михайлович Будённый в своей книге «Пройденный путь» писал:

Если бы меня попросили назвать образцового красноармейского комиссара, я бы указал прежде всего на Константина Озолина.— 
 В боях был ранен.

### Советский период
В 1921 году — уполномоченный Реввоенсовета 1-й Конной армии. С 1921-го по 1924 год был начальником укрепленного района береговой обороны Чёрного моря. В 1924 уволен в резерв РККА и находился вне военного ведомства. Работал директором завода № 2 мельничного машиностроения, затем директором учебно-производственного комбината пищевого машиностроения. 22 февраля 1930 года согласно приказу РВС СССР № 153 «О награждении личного состава армии», подписанному народным комиссаром по военным и морским делам, председателем Революционного Военного Совета Климентом Ефремовичем Ворошиловым, был награждён вторым орденом Красного Знамени. В 1932 назначен заместителем начальника бюро реконструкции Всесоюзного объединения «Союзмука». С мая 1933 по июнь 1934 года — управляющий экспериментальной конторой «Подземгаз». С июня 1934 — вновь в кадрах РККА. С июня 1934 по май 1937-го — военный комиссар Военной академии связи. С июня 1937-го по 28 ноября 1937 — член Военного совета Харьковского военного округа. Принимал участие в заседаниях Военного совета при Наркоме обороны проходившем с 21 по 27 ноября 1937 года.

## Закат карьеры и гибель
Арестован 28 ноября 1937 года. 1 августа 1938 года Военной коллегией Верховного суда СССР был приговорен к расстрелу по обвинению в участии в военном заговоре. Приговор приведен в исполнение в тот же день на полигоне Коммунарка. Реабилитирован Военной коллегией Верховного суда СССР 1 декабря 1956 года.

## Награды
- 2 Ордена Красного Знамени (1923, 1930).